# Atletismo nos Jogos Pan-Americanos de 2019 - 5000 m feminino
A competição dos 5000 m rasos feminino foi um dos eventos do atletismo nos Jogos Pan-Americanos de 2019, em Lima, no Peru. A prova foi realizada no dia 9 de agosto.

## Calendário
Horário local (UTC-5).
| Data        | Horário | Fase  |
| ----------- | ------- | ----- |
| 9 de agosto | 18:20   | Final |

## Medalhistas
| Ouro   | MEX Laura Galván      |
| Prata  | CAN Jessica O'Connell |
| Bronze | USA Kimberley Conley  |

## Recordes
Recordes mundial e pan-americano antes da disputa dos Jogos Pan-Americanos de 2019.
| Tipo                             | Atleta            | Tempo    | Local         | Data                |
| -------------------------------- | ----------------- | -------- | ------------- | ------------------- |
|                                  | Tirunesh Dibaba   | 14:11.15 | Oslo          | 6 de junho de 2008  |
| Recorde dos Jogos Pan-Americanos | Adriana Fernández | 15:30.65 | Santo Domingo | 6 de agosto de 2003 |

## Resultados

### Final
Os resultados foram os seguintes:  
| Colocação         | Atleta            | Nacionalidade      | Tempo    | Notas                |
| ----------------- | ----------------- | ------------------ | -------- | -------------------- |
| Medalha de ouro   | Laura Galván      | MEX México         | 15:35.47 |                      |
| Medalha de prata  | Jessica O'Connell | CAN Canadá         | 15:36.08 |                      |
| Medalha de bronze | Kimberley Conley  | USA Estados Unidos | 15:36.95 |                      |
| 4                 | Risper Biyaki     | MEX México         | 15:42.47 | Recorde pessoal      |
| 5                 | Carolina Tabares  | COL Colômbia       | 15:43.83 | Recorde da temporada |
| 6                 | Lauren Paquette   | USA Estados Unidos | 15:45.93 |                      |
| 7                 | Luz Rojas Llanco  | PER Peru           | 15:46.52 |                      |
| 8                 | Saida Meneses     | PER Peru           | 15:46.91 | PB                   |
| 9                 | Florencia Borelli | ARG Argentina      | 16:07.75 |                      |
| 10                | Fedra Luna        | ARG Argentina      | 16:14.51 |                      |
| 11                | Carmen Toaquiza   | ECU Equador        | 17:09.77 |                      |

Legenda
| Recorde mundial                  | Recorde mundial (World record)               |                       | Recorde africano                      | Recorde africano (African) |                                           | Q | Classificado por posição (Qualified) |
| Recorde dos Jogos Pan-Americanos | Recorde pan-americano (Pan-American record)  | Recorde da América    | Recorde da América (Americas)         | q                          | Classificado por melhor tempo (Qualified) |   |                                      |
| Melhor marca do ano              | Melhor marca do ano (World leading)          | Recorde asiático      | Recorde asiático (Asian)              | DNS                        | Não largou (Did not start)                |   |                                      |
| Recorde nacional                 | Recorde nacional (National record)           | Recorde europeu       | Recorde europeu (European)            | DNF                        | Não terminou (Did not finish)             |   |                                      |
| Recorde pessoal                  | Recorde pessoal do atleta (Personal best)    | Recorde da Oceania    | Recorde da Oceania (Oceania)          | DSQ / DQ                   | Desclassificado (Disqualified)            |   |                                      |
| Recorde da temporada             | Recorde da temporada do atleta (Season best) | Recorde sul-americano | Recorde sul-americano (South America) | NM                         | Sem marca (No mark)                       |   |                                      |